# Accademia Artisti
Accademia Artisti è una scuola italiana di formazione nelle arti performative, specializzata in recitazione, doppiaggio e canto. Fondata da Carlo Fuscagni, già Direttore di Rai Uno e Presidente di Cinecittà Holding, e da Rita Statte, imprenditrice e produttrice cinetelevisiva.

## Descrizione
Accademia Artisti è un'istituzione educativa italiana fondata nel 2010 a Roma, con l'obiettivo di offrire percorsi formativi innovativi per giovani aspiranti artisti e professionisti del settore dello spettacolo. La sua missione è creare un punto di incontro tra l'educazione e il mondo del lavoro con una formazione che unisce teoria e pratica. Nel corso degli anni, Accademia Artisti ha ampliato la propria offerta formativa, aprendo sedi e attivando corsi in diverse città italiane, tra cui Milano, Torino, Bologna, Firenze, Napoli, Catania e Bari. Nel 2019, Accademia Artisti è stata riconosciuta dalla Regione Lazio come un'istituzione di eccellenza nella formazione artistica. Nel 2022, ha ottenuto il riconoscimento di crediti formativi universitari attraverso una collaborazione con Università telematica "Guglielmo Marconi".
Nel gennaio del 2024 Accademia Artisti ha aperto i suoi primi Studios a Roma dove sono presenti Sale Montaggio professionali, studi di doppiaggio, sale di incisione con regia, aule modulari insonorizzate, set cinematografici per esercitazioni e laboratori multimediali.

### Offerta Formativa
L'offerta formativa di Accademia Artisti prevede per i suoi allievi corsi di recitazione, canto e doppiaggio. Fanno parte del corpo docenti nomi conosciuti del panorama italiano come l'attrice Eleonora Giorgi, il doppiatore Pietro Ubaldi, la vocal coach Maria Grazia Fontana, il cantautore Pierdavide Carone, l'attore Luca Capuano, il cantautore Vincenzo Incenzo, l'attore Ennio Coltorti, la cantante e insegnante Grazia Di Michele e tanti altri. L’ammissione ai corsi è a numero chiuso, con un massimo di 25 studenti per classe.